# Oeserkare
Oeserkare was de een farao van de 6e dynastie. De koning is mager vermeld in lijsten. Zijn naam betekent: "de Ka van Re is sterk".

## Biografie
Koning Oeserkare was waarschijnlijk een van de leiders die een kroon stal van de andere toekomstige koningen die afstamden van Teti. Oeserkare kan een koninklijke claimer zijn van de vijfde dynastie, maar hij was zeker een rivaal van Teti voor de troon. Manetho claimt dat Teti was gedood door zijn lijfwachten, theorieën van bondgenootschap en geheime hof-intriges waar waarschijnlijk Oeserkare de leider van was. Recentelijk is er een document opgegraven: de zuid-Saqqara steen van Pepi II, waarin bevestigd wordt dat Oeserkare werkelijk heeft bestaan. Daarin regeert hij twee tot vier jaar. De zoon van Teti, Pepi I, nam wraak voor zijn vaders dood en doodde Oeserkare. In de Turijnse koningslijst is geen referentie te vinden van Oeserkare, Oeserkare is wel vermeld in andere koningslijsten.
Oeserkare startte met de traditie van de Egyptische koningen: bouwen. Hij bouwde aan grote projecten, te vinden op een inscriptie waarin hij het uit de doeken doet. Maar er is geen piramide complex van hem bekend of geïdentificeerd. Daar zijn twee redenen voor: hij heeft kort geregeerd en omdat hij geen opvolger had die een eventuele piramide kon voltooien.

## Bron
- Dit artikel of een eerdere versie ervan is een (gedeeltelijke) vertaling van het artikel Userkare op de Engelstalige Wikipedia, dat onder de licentie Creative Commons Naamsvermelding/Gelijk delen valt. Zie de bewerkingsgeschiedenis aldaar.